# Kalevipoeg

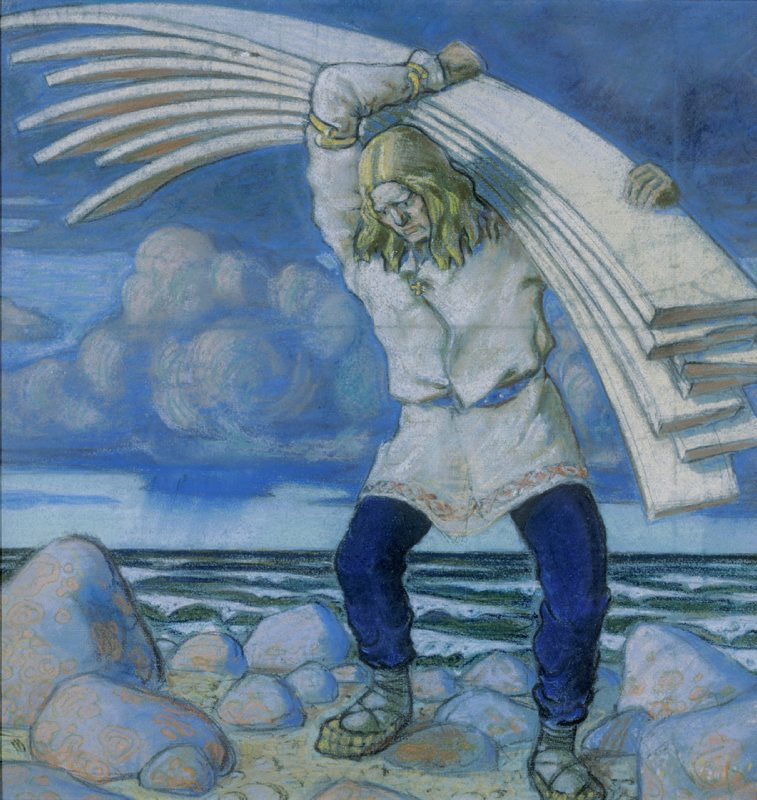
Kalevipoeg ábrázolása Oskar Kallis 1914-es pasztellképén

A Kalevipoeg (magyarul Kalev fia) az észtek nemzeti eposza.

## Keletkezéstörténet
A finn Kalevalához hasonlóan népmesékből, népdalokból, balladákból, mondákból állították össze. A gyűjtést még Friedrich Robert Faehlmann kezdte el, majd Friedrich Reinhold Kreutzwald észt orvos és írótársai folytatták és rendszerezték az anyagot, végül pedig Kreutzwald olvasmányosabb, egységes verses szöveggé dolgozta át, és saját részletekkel egészítette ki. 1857 és 1861 között adta ki. Az elkészült mű 20 énekből és közel 22 000 sorból áll.

## Cselekmény
Az eposz főhőse Kalevipoeg, az óriás, a szép Linda és az isteni származású Kalev gyermeke, aki különböző hőstettek véghezvitele után Észtország királya lesz. A békés földművelés és városépítés mellett megütközik Szárvikkal, az alvilág urával, és fényes győzelmet arat fölötte. A gonosz uralkodót megbilincseli, kincseit elrabolja. Az ország ellenségeit is legyőzi. Végül azonban egy tóban talált csodakard térdben átvágja mindkét lábát, így meghal. Sorsában a mesés, mitikus elemek mellett a valódi emberi jellemet is felfedezhetjük, vesztét is emberi gyengesége okozta: átokkal sújtották egy indulatból elkövetett gyilkosság miatt.
Az eposz cselekménye szorosan összefügg az észt történelemmel. Megjelenése óta ösztönző erőként hat az észt művészetre és kultúrára.

## Magyar kiadások
- Kalevipoeg (részletek), a Kisfaludi Társaság Évlapja, Budapest, 1870, fordította: Szilády Áron és Vikár Béla
- Kalevipoeg. Az észtek nemzeti éposza, La Fontaine Irodalmi Társaság, Budapest, 1928, fordította: Bán Aladár
- Kalevipoeg. Észt nemzeti eposz; ford. Bán Aladár (új fordítása), bev. Ortutay Gyula, utószó, jegyz. Képes Géza, szerk. Karig Sára; Európa, Bp., 1960
- Kalevipoeg. Észt hősének; ford. Rab Zsuzsa, nyersford., jegyz., szövegmagyarázat, utószó Bereczki Gábor, szerk. Pór Judit; Európa, Bp., 1985 ISBN 963-07-3613-6
- Kalevipoeg. Észt nemzeti eposz; közread. Friedrich Reinhold Kreutzwald, nyersford. Bereczki Gábor, Kiisk Mai, ford., bev., utószó, jegyz. Árpás Károly; Hungarovox, Bp., 2012

Nem szöveghű feldolgozás gyermekek számára:
- Dánielisz Endre: Kalevipoeg. Szemelvények az észt nép hőskölteményéből; Ifjúsági, Bukarest, 1970 (Mesetarisznya)